# النساء في تايوان
استند وضع المرأة في تايوان إلى الآراء الأبوية التقليدية والبنية الاجتماعية داخل المجتمع التايواني وتأثرت بها، مما جعل المرأة في مرتبة أدنى من الرجل، على الرغم من تحسن الوضع القانوني للمرأة التايوانية في السنوات الأخيرة، لا سيما أثناء العقدين الماضيين عندما خضع قانون الأسرة لعدة تعديلات.

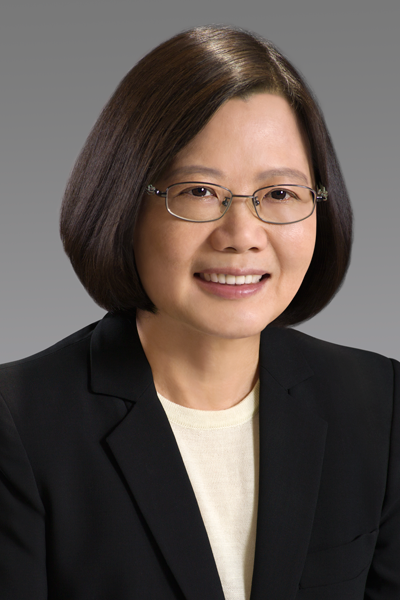
تساي إنغ ون، انتخبت رئيسة لتايوان في عام 2016

## قانون الزواج والأسرة

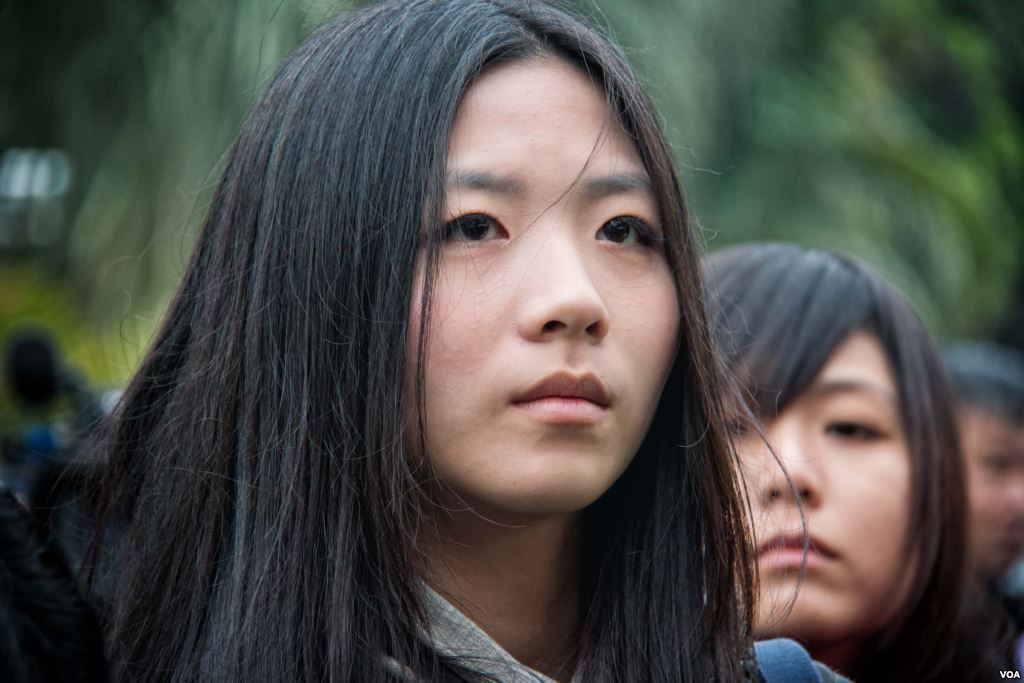
امرأة صغيرة في تايوان.

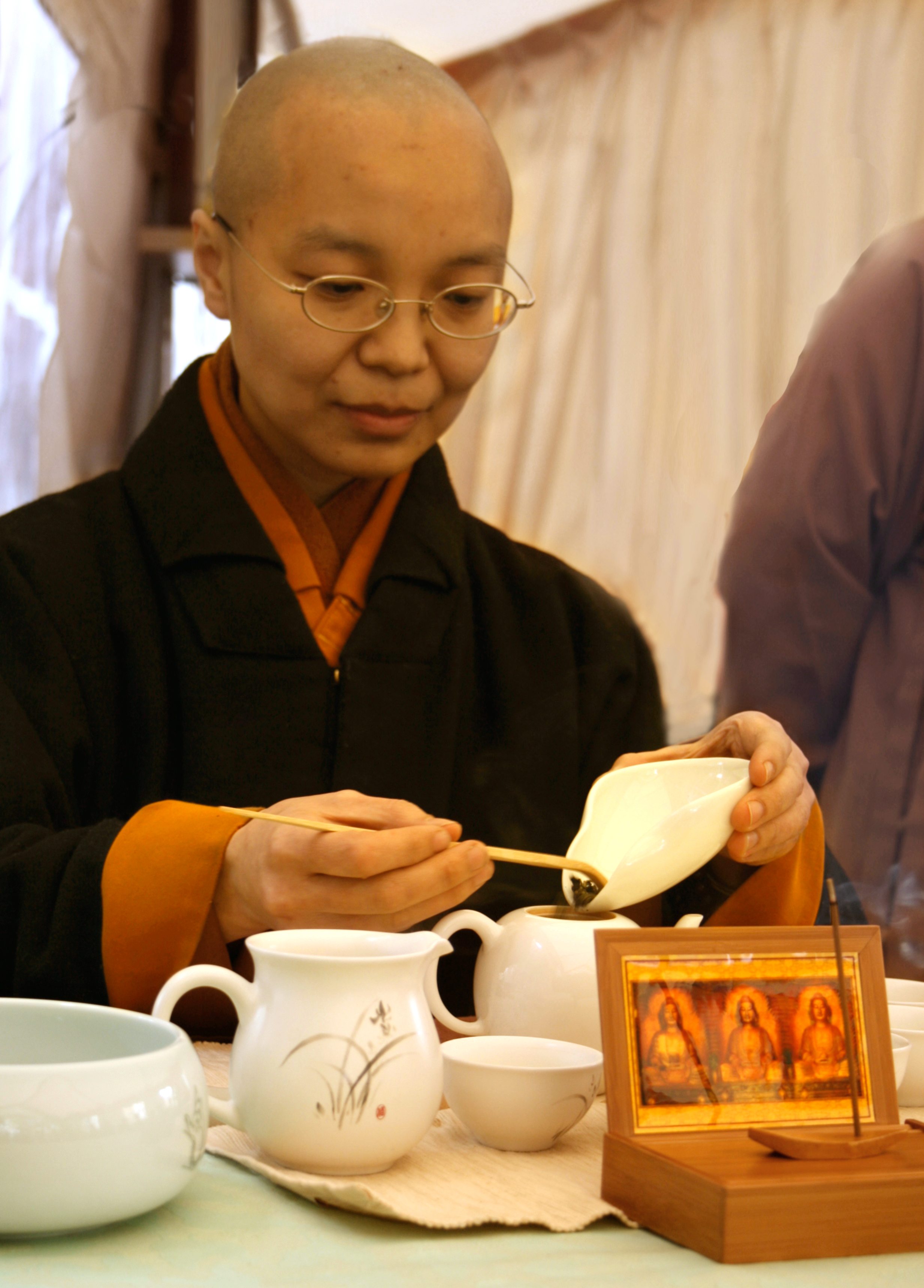
بهيكسوني التايوانية (راهبة بوذية) في احتفال فيساك، تقدم الشاي الصيني الأسود.

طوال القرن العشرين، تم تقييد حقوق المرأة المتزوجة بشدة، لكنها تحسنت تدريجياً، خاصة بسبب التغييرات القانونية التي أجريت في السنوات العشرين الماضية (تم تعديل قانون الأسرة خمس مرات بين عامي 1996 و2002)، في عام 1895، خضعت تايوان للحكم الياباني وتم تطبيق قوانين الزواج اليابانية (التي تميزت ضد المرأة)، بعد هزيمة اليابان في عام 1945، دخل قسم قانون الأسرة من القانون المدني الصادر في البر الرئيسي الجمهوري في عام 1930 حيز التنفيذ في تايوان أيضًا (تم تغيير قانون الأسرة لاحقًا في البر الرئيسي من قبل النظام الشيوعي، لكن هذا لم ينطبق على تايوان)، قدم القانون المدني التايواني لعام 1930 حقوقًا محدودة للنساء التايوانيات، مثل عدم تمتعهن بالحق في تقرير إقامتهن، وانعدام الحق في التملك، وانعدام الحق في رفع دعوى الطلاق، وانعدام الحماية الذاتية، والافتقار إلى الحق في حضانة الأطفال، والتمييز ضد الأبناء غير الشرعيين، تحسن وضع المرأة المتزوجة بشكل طفيف بسبب التغييرات التي أجريت في عامي 1985 و1996، وبحلول عام 1998، سهلت اللوائح الجديدة الطلاق قليلاً، وسمحت للزوجة بالاحتفاظ بممتلكاتها مسجلة باسمها قبل عام 1985 دون إثبات أنها كانت تملكها من قبل، وسمح للقاضي بالنظر في المصلحة الفضلى للأطفال عند تقييم حضانة الأطفال في قضية الطلاق، ومع ذلك، فإن هذه التغييرات لم تصل إلى حد منح الزوجات حقوقًا متساوية مع الأزواج، حيث استمر تأثير الأيديولوجية الأبوية فيما يتعلق بشؤون الأسرة: لا يزال الرجل يتمتع بالتفوق في القرارات المتعلقة بمحل إقامة الزوجة، والإجراءات التأديبية لنسلهم، وإدارة الممتلكات، في عام 1998، دخل قانون منع العنف المنزلي حيز التنفيذ، ويتعامل مع العنف المنزلي، تغييرات جديدة في قانون الأسرة بين عامي 1998 و2000 بشرط أن يكون محل إقامة الزوج والزوجة هو الذي تم الاتفاق عليهما وليس بالضرورة منزل الزوج؛ وتعديل قانون الأوصياء القانونيين على القاصر، تستند أنظمة الزواج حالياً إلى المساواة بين الجنسين، وهي موجودة في الفصل الثاني -الزواج من القانون المدني (المواد 972-1058)، يتمتع الآباء والأمهات الآن بحقوق متساوية تجاه أطفالهم: نصت المادة 1089 الأصلية على أن حقوق الوالدين يجب أن يمارسها الأب إذا كان الأب والأم لا يتشاركان نفس الآراء، ولكن تم إعلان هذا الحكم غير دستوري (يتعارض مع المادة 7 من الدستور)، وعلى هذا النحو، تم تعديل المادة 1089 ليصبح نصها كما يلي: «إذا كان هناك تضارب بين الوالدين في ممارسة الحقوق فيما يتعلق بالأحداث الجسيمة للطفل القاصر، فيمكنهما تطبيق إلى المحكمة للبت فيه بما يتفق مع مصالح الطفل الفضلى»، كما تم إلغاء المادة 1019 (التي نصت على أن للزوج وحده الحق في إدارة الممتلكات المشتركة للزوجين، وله الحق في استخدام وتلقي الأرباح من الممتلكات التي كانت في الأصل مملوكة لزوجته، وليس العكس).

## الحماية الدستورية
حقوق المرأة محمية في دستور تايوان: تنص المادة 7 على أن «جميع مواطني جمهورية الصين، بغض النظر عن الجنس أو الدين أو العرق أو الطبقة أو الانتماء الحزبي، متساوون أمام القانون» تنص المادة الإضافية 10، القسم 6 على ما يلي: تحمي الدولة كرامة المرأة، وتحمي سلامتها الشخصية، وتزيل التمييز الجنسي، وتزيد من المساواة الجوهرية بين الجنسين.
كما حمى الدستور المرشحات في الانتخابات، تنص المادة 134 على ما يلي: «في مختلف أنواع الانتخابات، تُخصص للنساء حصص المرشحات الناجحات، ويحدد القانون طرق التنفيذ».

## حقوق العمل
يضمن قانون المساواة بين الجنسين في التوظيف حقوق المرأة في القوة العاملة، وقد سُن في عام 2002 تحت اسم «المساواة بين الجنسين في قانون العمل في تايوان»، ثم عُدِّل فيما بعد وأعيد تسميته «قانون المساواة بين الجنسين في العمل».

## الإجهاض الانتقائي بسبب الجنس
كما هو الحال في أجزاء أخرى من شرق آسيا، يُقال إن الإجهاض الانتقائي بسبب جنس الجنين يحدث في تايوان، اتخذت وزارة الصحة تدابير للحد من هذه الممارسة.

## الاتجار بالجنس
يتم الاتجار بالنساء والفتيات التايوانيات والأجنبيات بالجنس في تايوان، حيث يتعرضن للاغتصاب والأذى في بيوت الدعارة وغرف الفنادق وأماكن أخرى في جميع أنحاء البلاد.

## روابط خارجية
- Women's Status in Taiwan
- National Alliance of Taiwan Women's Associations (NATWA)
- Taiwan Women Web
- Kung Lydia. Factory women in Taiwan, books.google.com

- Book Overview, books.google.com

- Shen, Hsiu-Hua. Women's February 28 Political Massacre--Political Widows' Oral History, uta.edu
- Hepatitis B virus infection among pregnant women in Taiwan: Comparison between women born in Taiwan and other southeast countries, biomedcentral.com
- Wolf, Margery. Women and the Family in Rural Taiwan, amazon.com
- Ländler, Mark. Cartoon of Wartime 'Comfort Women' Irks Taiwan, The New York Times, query.nytimes.com, 2 March 2001
- Career Dynamic of Self-employment for Men and Women in Taiwan and Korea, allacademic.com